# Лексика української мови зі стилістичного погляду
Лексика української мови зі стилістичного погляду — уживана в мові лексика у стилістично-функціональному плані.
Уся лексика української мови зі стилістичного погляду поділяється на стилістично нейтральну і стилістично забарвлену. До першої належать ті, які вживаються в усіх стилях (стилістично нейтральні), до другої — слова, використовувані лише в окремих стилях чи в одному з них (стилістично забарвлені).

### Стилістично нейтральна лексика
Стилістично нейтральна (міжстильова) лексика - загальновживана лексика, що не пов'язана з певними функціональними різновидами мови і не має експресивного забарвлення. Вона охоплює слова, якими послуговуються всі, хто володіє мовою. Ці слова пов'язані з повсякденним життям, із спільними для більшості носіїв мови поняттями, є звичайними, зрозумілими для всіх назвами явищ природи (сніг, дощ, вітер), тварин і рослин (корова, кіт, соловей, пшениця, соняшник, груша, дуб), родинних стосунків (батько, мати, дід, баба), речей, пов'язаних із життям людини і їх частин - предметів побуту, страв, предметів одягу (хата, стіл, стеля, ніж, ложка, хліб, сіль, борошно, борщ, каша, костюм, пальто, сорочка), органів людського тіла (голова, рука, око, нога, ніс), кольорів (червоний, зелений, рожевий, білий), дії і стану (плакати, летіти, бігти), місця, часу (там, сьогодні, завтра), чисел, числових понять (три, чотирнадцять, сотня, половина), службових елементів (і, але, якщо, бо, в, на, перед, під, через) тощо. Стилістично нейтральна лексика - основа усного й писемного мовлення. 

### Стилістично забарвлена лексика
| Вид                            | Характеристика | Приклад                                                                                   |
| ------------------------------ | --- | ----------------------------------------------------------------------------------------- |
| Книжна лексика                 | Слова, що вирізняються вузькою сферою вжитку та вносять у спілкування відтінок офіційності, науковості, урочистості . | Благочестивий, суверенітет, корифей.                                                      |
| Наукова лексика                | Характеризується насамперед розвиненою термінологією. Слова тут вживаються в прямому значенні, їхня семантика точно визначена й окреслена . | Суфікс, ономастика, диференціал, феодалізм.                                               |
| Офіційно-ділова лексика        | Точна, конкретна, максимально уніфікована . Уживаються слова тільки в прямому значенні, уніфікована спеціальна термінологія, кліше. | Апеляція, алібі, інкримінувати, постанова.                                                |
| Розмовна лексика               | Слова, якими послуговуються мовці в щоденному неофіційному спілкуванні. До таких належать слова з виразними експресивно-оцінними позитивними і негативними значеннями (базіка, вайло, чимчикувати) та розмовні варіанти лексичних одиниць, що мають інші літературно-нормативні відповідники . | Вітрячок, завучка, куципердик, белькотіти.                                                |
| Виробничо-професійна лексика   | Лексика, до якої належать слова, що вживаються для назв різних знарядь, матеріалів, процесів виробництва, що пов'язані з певною професією. | Дебет, бетонозмішувач, капітель, літучка (швидка нарада), пірогармата.                    |
| Експресивно забарвлена лексика | До експресивно забарвленої лексики належать діалектизми, арготизми, жаргонізми, вульгаризми. | Хвіст - заборогованість з якогось предмета у студента; Дирик - директор; Тайстра - торба. |